# Cycethra frigida
Cycethra frigida is een zeester uit de familie Ganeriidae.
De wetenschappelijke naam van de soort werd in 1917 gepubliceerd door René Koehler.